# Amphidecta
Genre
Le genre Amphidecta regroupe des lépidoptères (papillons) de la famille des Nymphalidae et de la sous-famille des Satyrinae.

## Liste d'espèces
- Amphidecta calliomma (C. & R. Felder, 1862) présent en Colombie, au Brésil et en Guyane.
- Amphidecta pignerator Butler, 1867; présent au Costa Rica, en Amazonie et au Brésil.
- Amphidecta reynoldsi Sharpe, 1890;  présent en Colombie et au Brésil.